# Menang Raya
Menang Raya is een bestuurslaag in het regentschap Ogan Komering Ilir van de provincie Zuid-Sumatra, Indonesië. Menang Raya telt 6599 inwoners (volkstelling 2010).